# Niloufar Banisadr
 (novembre 2022).
Si vous disposez d'ouvrages ou d'articles de référence ou si vous connaissez des sites web de qualité traitant du thème abordé ici, merci de compléter l'article en donnant les références utiles à sa vérifiabilité et en les liant à la section « Notes et références ».
Niloufar Banisadr, née à Téhéran en Iran, en janvier 1973, est une artiste photographe franco-iranienne.

## Biographie
Elle étudie d'abord la photographie à l'université d'Azad à Téhéran où son travail est parfois censuré. Elle part ensuite en France étudier les arts visuels à Strasbourg. Elle enseigne la photographie à Spéos Paris à partir de 2007.

## Œuvres
Elle effectue une rétrospective à la galerie 55 Belle Chasse Rétrospective 1998-2013,.  
La série Mes Voyages, réalisée en 2015, met en lumière les fractures culturelles d'aujourd'hui en superposant portraits de femmes portant le voile et images évocatrices du monde occidental. Les premiers tableaux de cette série (qui en comptera 40) ont été présentés pour la première fois lors des solo shows de Niloufar Banisadr au Grand Palais (Art Paris Art Fair 2015 - 2016),,.